# Feudalismus

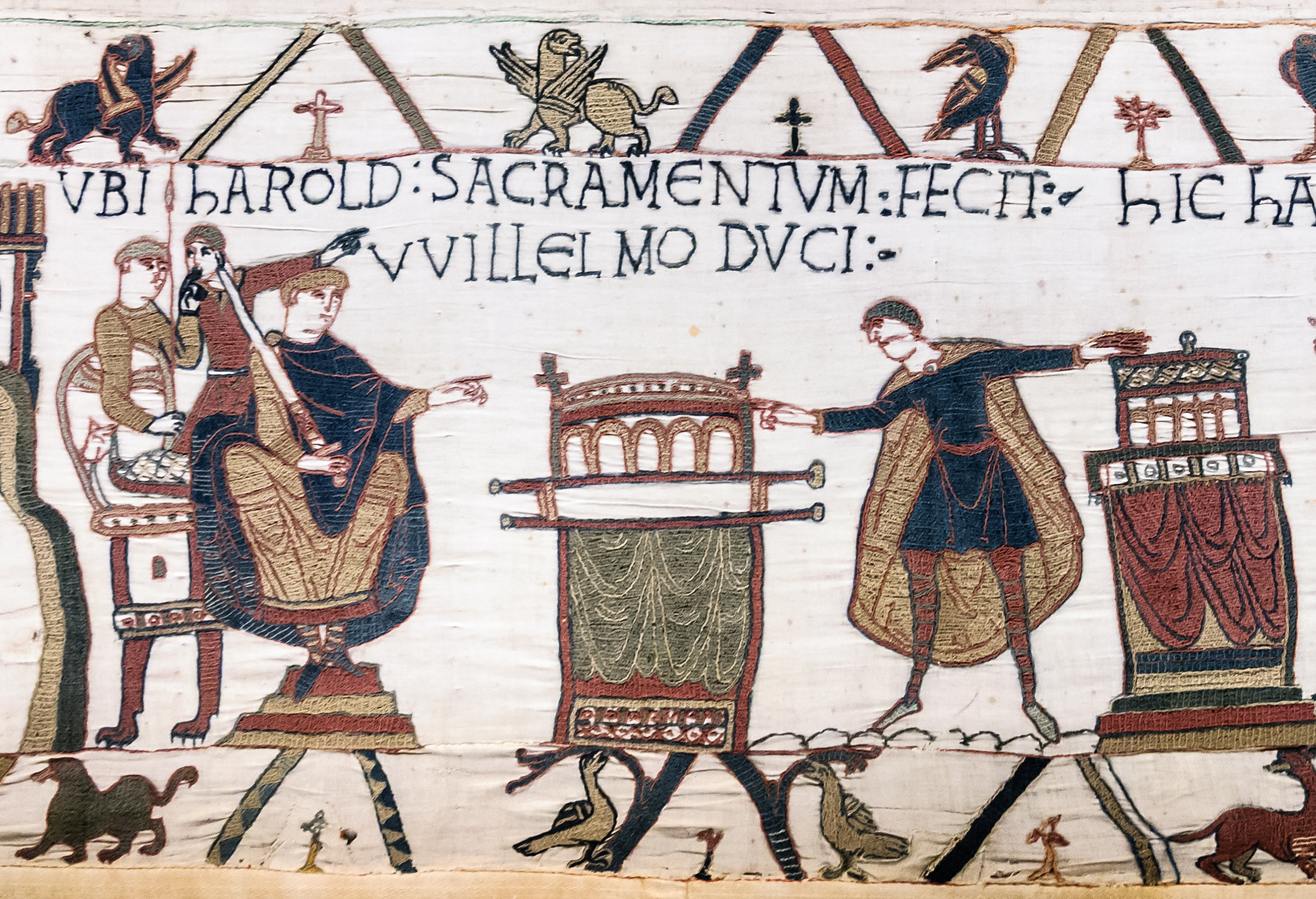
Beeidigung Harald II von England als Vasall von Wilhelm I. (Teppich-Stickerei)

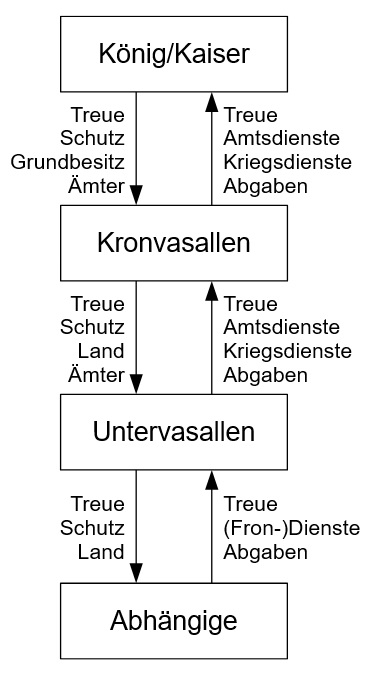
Aufbau des Feudalismus

Feudalismus (wie „feudal“ zu lateinisch feudum/feodum ‚Lehen‘), auch Feudalsystem oder Feudalität genannt, bezeichnet in den Sozial-, Rechts- und Geschichtswissenschaften vor allem die Gesellschafts- und Wirtschaftsform des europäischen Mittelalters.

## Begriffsgeschichte
Der Begriff wurde in Frankreich im frühen Zeitalter der Aufklärung geprägt, durch Montesquieu 1748 bekannt gemacht und insbesondere von Voltaire erläutert. In der Französischen Revolution 1789 spielte er als Kampfbegriff zur Charakterisierung der früheren Wirtschafts- und Gesellschaftsordnung eine große Rolle. Im deutschsprachigen Raum kam der Ausdruck Feudalismus Anfang des 19. Jahrhunderts auf. Später klassifizierte Karl Marx den Feudalismus als notwendige Vorstufe des Kapitalismus.

## Merkmale
Eine idealtypische feudale Gesellschaft kann durch folgende Merkmale beschrieben werden:
- Ein Landesherr überlässt seinen militärischen Gefolgsleuten zu deren materieller Versorgung die Nutzung von Teilen seines Landes, einschließlich der darauf befindlichen Bewohner.
- Das feodum ist ein zum Lehen (also ein im anfänglichen Grundprinzip nur zur Leihe) übertragenes beneficium, also eine Wohltat im Sinne eines Liegenschaftsvermögens, welches nach seiner Bodenbeschaffenheit sowie personellen Ausstattung (samt der damit einhergehenden baulichen und gerätschaftlichen Ausstattung) dazu geeignet und bestimmt ist, Erträge zum Unterhalt des Lehnsinhabers zu erwirtschaften.
- Im Anschluss an die Lehensgüter entwickeln sich mit der Zeit herrschaftliche und wirtschaftliche Gegebenheiten, die verrechtlicht werden und die den Personenkreis, der zur Landbewirtschaftung bestimmt ist (Bauern), von der gesellschaftlichen Organisationsgestaltung im Sinne einer staatlich-politischen Willensbildung ausschließen, während sie gleichzeitig nach oben hin, zum obersten Landesherrn, der Entstehung einer geschlossenen Staatsverwaltung entgegenwirken oder diese schwächen.

Streng genommen beinhaltet der Begriff Feudalismus daher zwei voneinander getrennte Dimensionen:
1. das Verhältnis des obersten Landesherrn zur Kriegerklasse und deren Gefolgschaftstreue sowie
2. die Herrschaftsverhältnisse der mit Lehen ausgestatteten Klasse nach unten zu der nicht belehnten Bevölkerung.

Die Produktion des Feudalismus war stark von der Naturalwirtschaft geprägt. Die Mehrheit der Bevölkerung bestand aus Bauernfamilien. Sie waren aber nicht Eigentümer des von ihnen bestellten Landes. Dieses Land war Eigentum der wenigen Grundherrn. Die Bauern befanden sich im Zustand der Hörigkeit, sie waren also persönlich abhängig vom Grundherrn und unfrei.
Das bedeutet:
- Sie waren an die Scholle (das zu bestellende Land) gebunden (glebae adscripti) und hatten nicht das Recht, sie zu verlassen, weil sie als Bestandteil der Wirtschaftsgüter des Lehnsgutes galten.
- Sie waren der Rechtsprechung ihres Herrn unterworfen.
- Sie schuldeten dem Grundherren Abgaben, sowohl in Form von Arbeitsleistungen (Fron) auf dem direkt vom Grundherren bestellten Land (Salland) als auch in Form von Naturalabgaben, die aus demjenigen Stück Land aufgebracht werden mussten, das sie selbst bewirtschafteten (Zehnt). Die Frondienste oder die Naturalabgaben konnten im Verlauf der Entwicklung auch durch Geldabgaben abgelöst werden.

Allerdings konnten Teile dieser Rechte auch in verschiedenen Händen sein, beispielsweise als getrennte Gerichts- und Grundherrschaft. Der Grundherr war gegenüber den Hörigen auch nicht vollkommen souverän in der Erteilung und Entziehung des Rechtes auf Landnutzung. Wesentliche bekannte Formen sind ein erbliches Nutzungsrecht innerhalb der Familie des Hörigen, ein Nutzungsrecht auf Lebenszeit oder auf mehrere Jahre sowie als für die Hörigen unsicherste Form ein jederzeit widerrufbares Nutzungsrecht.
Das Eigentum des Grundherrn war auch nur bedingt, denn er hatte es als Lehen von einem höhergestellten Adligen erhalten, dem er dafür Kriegsdienste schuldete und dessen Vasall er war. Allerdings konnten auch Landesherren oder der König unmittelbar als Grundherren auftreten. Tendenziell waren Landes- und Grundherr im frühen Feudalwesen häufiger identisch. Im weiteren Zeitverlauf nahmen mittelbare Grundherrschaften zu, während die Domänen oder Kammergüter als Reste unmittelbarer landesherrlicher Grundherrschaft verblieben.
Zur Beurteilung des Feudalismus als Wirtschaftssystem gehört auch die Beobachtung, dass ein Teil der Einnahmen des Feudalherrn wieder verteilt wurde, als patriarchalisches Almosen, als Geschenk an „treue“ Vasallen o. ä. Es war nämlich Teil der Aufgabe des Feudalherrn, für einen Ausgleich zu sorgen (die allerdings in der Realität von den Feudalherren nur selten voll erfüllt wurde – außerdem wich das damalige Gerechtigkeitsideal zuweilen recht deutlich vom heute verstandenen ab). Das Interesse der Feudalherren an möglichst großen Überschüssen der bäuerlichen Haushalte führte zu einer allgemeinen Produktivitätssteigerung. Dies hatte gesamtgesellschaftlich auch die Folge eines größeren Potenzials für nicht-landwirtschaftlich produktive Menschen, insbesondere Handwerker an Herrensitzen und in Städten.
Die Kette dieser abhängigen, mit Kriegsdienst verbundenen Lehen reichte bis zum König, dessen hoheitliche Domäne letzten Endes alles Land war. In der mittelalterlichen Vorstellung war er allerdings auch nur ein Vasall, er war Gott unterstellt. Die politische Souveränität war nach unten hin quasi parzelliert und das Feudalsystem damit der Träger von Machtausübung, öffentlicher Ordnung und Verwaltung bis hinab zur örtlichen Ebene. Der König war in diesem System nur das Oberhaupt seiner Vasallen, an die er durch gegenseitige Bande der Lehnstreue gebunden war, aber er hatte keinen direkten Zugang zu einem Großteil seiner Untertanen.
Hieraus ergibt sich eine bestimmte Entwicklungsdynamik:
1. Aus der germanischen Zeit überlebte lange Zeit das dörfliche Gemeindeland, die Allmende. Die Zersplitterung der Souveränität erschwerte die Aneignung dieses Landes durch die Feudalherren und stärkte die Stellung der Bauern.
2. Die Parzellierung der Souveränität unterstützte die Existenz und Entwicklung von Städten. Die Stadtbürger beschäftigten sich mit Handwerk und Handel und erkämpften mit der Zeit die Autonomie (siehe auch unter Kommunen).
3. Die Zersplitterung der Souveränität kann zu chaotischen Zuständen führen und damit den Bestand des feudalen Staates gefährden. Deshalb waren die Könige bestrebt, ihre Rechte über die reinen Feudalbeziehungen hinaus auszuweiten und direkte Beziehungen zu ihren Untertanen zu etablieren, zum Beispiel in Form des Rechtes der Steuererhebung. Dadurch gerieten sie in einen Gegensatz zum Adel.
4. Die Kirche, im Altertum ein Bestandteil des Staatsapparates, wurde im Mittelalter eine selbstständige Institution, die sich ebenfalls feudalisierte. Daraus resultieren häufige Spannungen zwischen weltlichen und religiösen Herrschaften, die zu einem Riss in der feudalen Legitimität führen konnten. Ein Beispiel hierfür ist der Investiturstreit.

Einzelne Aspekte des Feudalismus konnten sich mancherorts für lange Zeit in Gesellschaften erhalten, die insgesamt nicht mehr feudal geprägt waren. So folgte das schottische Immobilienrecht noch bis 2002 einem als feudal tenure bezeichneten System, in dem etwa der Käufer eines Grundstücks formell Vasall eines Lehnsherrn wurde.

## Entstehung und Geschichte
Die feudale Gesellschaft entstand im Frühmittelalter durch eine Verschmelzung der sich auflösenden antiken Gesellschaft und der keltischen und germanischen Gesellschaften. Dabei dürfte das römische Kolonat mit seinen halbfreien Bauern, das vor allem außerhalb Italiens verbreitet war, eine wesentliche Quelle für das Feudalsystem gewesen sein. Möglicherweise war auch die antike Sklaverei bereits zu diesem Zeitpunkt und später wiederholt durch die Rezeption römischer Überlieferungen ein Vorbild. Auch die heute nicht mehr klar fassbare keltische Vasallität mag sich fortgesetzt haben. Die persönliche Gefolgschaft dürfte dabei das wesentliche von den Germanen übernommene Element gewesen sein, auch wenn es mit dem Patronat auch ein ähnliches römisches System gab.
Nach der Völkerwanderung entstanden auf dem Gebiet des ehemaligen Römischen Reiches mehrere germanische Königreiche. Die oben beschriebenen feudalen Institutionen entwickelten sich erst nach dem Jahr 800 im Reich der Franken, als eine vormals zum Teil freie Bauernschaft durch ständige Kriege und Invasionen der Wikinger, Sarazenen, Magyaren usw. ökonomisch ruiniert und so in die Abhängigkeit von den Feudalherren gezwungen wurde. Der Eingang in die Vasallität bot auch eine Möglichkeit, die persönliche Teilnahme an kostspieligen Kriegszügen zu vermeiden. Andere Autoren sehen in der Schwächung der Ressourcen der Zentralgewalt durch die Invasionen und im Verlust ihrer Fähigkeit zur Durchsetzung allgemein anerkannter Rechte, also im Verlust ihres Gewaltmonopols, eine Hauptursache des Aufstiegs lokaler Herrschaften, welche nur in befestigten Wohnsitzen (Castlelanny) ihre Besitzrechte sichern und gegebenenfalls gewaltsam durchsetzen konnten.
Anfangs dürfte der rechtliche Status der Bauern sich nicht wesentlich von dem der Freien unterschieden haben, im Verlauf der Jahrhunderte wurde die persönliche Freiheit aber immer weiter eingeschränkt. Es gab aber auch gewaltsame Einverleibungen durch Feudalherren (beispielsweise im Stedingerkrieg).
- In heute zu Deutschland zählenden Gebieten liegen die Anfänge des Feudalismus im 9. Jahrhundert. Dieser erreichte im 12. Jahrhundert mit der vor allem von der marxistischen Literatur so bezeichneten Entstehung der Ersten Leibeigenschaft seine hochmittelalterliche Ausprägung. Im 16. Jahrhundert kommt es zu einer Neubewertung der Herrschaftsverhältnisse, welche in Deutschland östlich der Elbe zur sogenannten Zweiten Leibeigenschaft führen, während in anderen Teilen Deutschlands der Absolutismus die symbolische Aufladung des Landesherrn und Adels mit Macht demonstrativ vorantreibt, gleichzeitig aber eine Vereinheitlichung des Staates von oben herab initiiert wird. Die bürgerliche Revolution von 1848 gilt in Deutschland als Ende feudaler Herrschaftsprinzipien (mit Ausnahme Mecklenburgs: dort 1918).
- Die Kernregion des europäischen Feudalismus war der Norden des heutigen Frankreich, das dem idealtypischen Feudalsystem sehr viel mehr als jede andere Region entsprach. Hier existierte eine einzigartig dichte Lehnshierarchie mit vielfältigen Ebenen der Subinfeudation.
- In Südeuropa (Spanien, Languedoc, Italien) waren die Überbleibsel der Antike stärker. So war verhältnismäßig sehr viel mehr Land absolutes, nicht lehnsgebundenes Allod (Eigentum). Zudem verschwanden die Städte nicht so weitgehend wie in Nordeuropa, und sie erlebten im Languedoc und in Italien bereits ab dem 10. Jahrhundert eine neue Blütezeit.
- In Nordeuropa (Sachsen, England, Skandinavien) mit stärkeren Überresten der germanischen Gesellschaften dauerte es viel länger, bis es zur Etablierung der Leibeigenschaft kam, in Sachsen und teilweise auch in anderen Gebieten Deutschlands bis zum 12. Jahrhundert. Dort kam es nicht zu einer langsamen Entwicklung des Feudalsystems. Vielmehr wurde das in den fränkischen Kernlanden bereits etablierte System in Gänze „importiert“.[7] In Schweden konnte sie sich nie vollständig durchsetzen, in Norwegen überhaupt nicht. In England wiederum verschwand die autonome Volksgerichtsbarkeit nie vollständig. Aus ihr entwickelte sich das Common Law.

Im Verlauf des Mittelalters und der Neuzeit veränderte sich der Feudalismus nicht nur aufgrund der immer stärkeren Rechtsstellung der Feudalherren gegenüber den Hörigen, sondern auch wegen der Entwicklung des gesamten Wirtschaftssystems. Im Bereich des späteren Deutschland beschränkten sich die Wirtschaftsverhältnisse bis etwa 1150 weitgehend auf die Leistungserbringung innerhalb der Villikation oder allenfalls in regionalen Bezügen. Daran anschließend entstanden erste Handelsbeziehungen im Rahmen der sich entwickelnden Geldwirtschaft, meist auf regionale städtische Zentren bezogen. Von etwa 1470 an weitete sich der Handel mit Agrarprodukten hin zu europaweiten, später interkontinentalen Handelsströmen aus. Mit zunehmendem Geldmangel der Zentralgewalten wurden diese zur Gewährung von Privilegien und Konzessionen im Austausch gegen Geld gezwungen, was ihre Stellung gegenüber den Feudalherren weiter schwächte.

## Refeudalisierung
Nach Günter Vogler gerieten Deutschland und Europa Ende des 15. Jahrhunderts in die Epoche des Übergangs vom Feudalismus zum Kapitalismus, wodurch die konstituierenden Merkmale für den Typus frühbürgerliche Revolutionen erreicht wurden. Europa trat damit in die Epoche bürgerlicher Revolutionen ein, in denen sich das Bürgertum schrittweise die politische Macht erkämpfte. Während sich in den Niederlanden und England die bürgerliche Klasse allmählich etablieren konnte, behielt der Adelsstand im zentralen und östlichen Europa bis ins fortgeschrittene 19. Jahrhundert seine Machtpositionen, und das Bürgertum wurde zurückgedrängt.
Refeudalisierung im engeren Sinne bedeutet die Wiederherstellung einer feudalen Ordnung, also die Rückkehr zu originären Formen feudaler Organisation von Politik, Wirtschaft und Gesellschaft, wie sie im 18. und 19. Jahrhundert in Süd- und Südosteuropa vorkam.

## Neo-Feudalismus
Neo-Feudalismus bedeutet die teilweise oder umfassende spontane Entstehung oder planmäßige Einführung feudalismus-analoger Organisationsformen in Politik, Wirtschaft und Gesellschaft während der Hochphase der kapitalistischen Entwicklung. Zu Vertretern dieser These im Hinblick auf die Vereinigten Staaten gehören Emmanuel Todd, Joel Kotkin und Vladimir Shlapentokh, der diese Tendenz auch für Russland nach 1991 sowie auch für die Vereinigten Staaten konstatiert. Die Sicherung von Monopolrenten für Unternehmen in Form von Privilegien, Lizenzen, Konzessionen, Subventionen oder der Bereitstellung öffentlicher Güter im Austausch gegen die Förderung von Politikern z. B. durch die Finanzierung von Parteien und Wahlkämpfen sei ein feudales Merkmal moderner politischer Systeme; Unternehmen fördern Politiker, die ihnen Monopol- oder Zusatzrenten versprechen, denen keine adäquaten Leistungen gegenüberstehen.

### Nationalsozialistische Herrschaft
Der amerikanische Historiker Robert Lewis Koehl prägte – orientiert am Feudalismuskonzept – den Begriff „Neofeudalismus“ zur Charakterisierung der nationalsozialistischen Herrschaft insbesondere im von Deutschland deutsch besetzten Osteuropa, wo die deutsche Herrschaft personalisiert war und örtliche Befehlshaber eine absolute Machtfülle besaßen. Hinweisend auf Gemeinsamkeiten zwischen den charismatischen Elementen mittelalterlicher und nationalsozialistischer Herrschaft versuchte er damit, die irrationalen Aspekte des Nationalsozialismus zu verdeutlichen. Koehls Annahme, diese feudalistischen Machtbeziehungen wären der atavistischen Ideologie des Nationalsozialismus entsprungen, folgt die neuere Forschung jedoch nicht.

### Funktionsverlust der Öffentlichkeit und des Staates
Angesichts aktueller Entwicklungen im 20. und 21. Jahrhundert sprechen Sozialwissenschaftler wie Jürgen Habermas heute von einer „Refeudalisierung“ der Gesellschaft, indem „mit der Verschränkung und privatem Bereich nicht nur politische Instanzen gewisse Funktionen in der Sphäre des Warenverkehrs und der gesellschaftlichen Arbeit, sondern auch umgekehrt gesellschaftliche Mächte politische Funktionen übernehmen“.
Charakteristika seien unter anderem die zunehmende Ungleichheit der Vermögensverteilung, die bloße Inszenierung von Öffentlichkeit, das Darstellen von Partikularinteressen von Personen oder Verbänden als Allgemeininteressen, der Ausschluss der Öffentlichkeit bei Entscheidungen von öffentlichem Interesse, soziale Herkunft als entscheidender Faktor für Wohlstand.

### Statusvererbung
Die allgemeine Fokussierung auf Geldvermögen und Status als äußerlichen Messgrößen des Erfolgs (statt auf Leistung) und deren zunehmende Vererbung ist ein weiterer Aspekt einer Refeudalisierung der Gesellschaft,

„in der Reichtum ebenso wie Armut innerhalb abgegrenzter sozialer Gruppen ‚vererbt‘ werden, und zwar nicht nur durch die Weitergabe bzw. das Fehlen von materiellen Gütern, sondern – sozialisatorisch weit früher und tiefgreifender – insbesondere durch die soziale Determination von Bildungs- und Aufstiegschancen. So sind heute die Chancen eines Kindes aus einem Elternhaus mit hohem sozialem Status mehr als siebenmal größer, ein Studium aufzunehmen, als die eines Arbeiterkindes. Einem ‚Adel der Chancen‘ am einen, stehen am anderen Ende die Gruppen der Besitz- und Ressourcenlosen ohne Perspektiven gegenüber.“

### Selbstrekrutierung der Managerklasse, Entkopplung von Privilegien und Leistung
Im Finanzmarktkapitalismus werden nach Auffassung des Hamburger Soziologen Sighard Neckel Einkommen und Macht nach vormodernen Mustern verteilt. „Während auf der einen Seite die Zahl derjenigen beständig wächst, die unter Bedingungen arbeiten, die eher an Leibeigenschaft und Sklaverei erinnern als an bürgerlich-kapitalistische Vertragsverhältnisse, werden in der Beletage die Privilegien nach ebenso vormodernen Methoden verteilt: Reichtum wird vor allem vererbt, eine ständisch organisierte Managerklasse schanzt sich exorbitante Gehälter zu.“ In die gleiche Richtung argumentiert der Historiker Olaf Kaltmeier für Lateinamerika, der hier im frühen 21. Jahrhundert eine Tendenz zur Refeudalisierung ausmacht. Eine solche vom großen Kapital getriebene Tendenz sieht auch Vladimir Shlapentokh für die Vereinigten Staaten und das postkommunistische Russland.

### Technofeudalismus
Ökonomen wie Cédric Durand und Yanis Varoufakis beschreiben die zunehmende Verflechtung von Big Tech und westlichen Staaten, die resultierende politische Beeinflussung sowie die vermeintliche Unabdingbarkeit ihrer Technologien als Technofeudalismus.

### Neoreaktionäre Bewegung
Die neoreaktionäre Bewegung strebt die Umwandlung von Staaten in neofeudale Aktiengesellschaften an, welche von Anteilseignern und einem Geschäftsführer beherrscht werden sollen.

## Feudalismus als universelle Form sozialer Interaktion
In Anlehnung an die formale Soziologie Georg Simmels sieht Vladimir Shlapentokh den Feudalismus nicht nur als spezifische Gesellschaftsformation, sondern als eine besondere Interaktionsform an, die über alle Epochen und Gesellschaftsformationen verbreitet war und auch in der Moderne nie ganz verschwand. Sie ergibt sich aus dem Bedürfnis nach Schutz und der Bereitschaft der Menschen, für diesen Schutz mit militärischer Gefolgschaft, Naturalien, Arbeitsleistung oder Geld zu zahlen. In dieser Perspektive können mittelalterliche Gefolgschaften, Systeme der politischen Patronage und Begünstigung im Tausch gegen Wohlverhalten, Abhängigkeitsstrukturen in der Netzwerkökonomie oder Schattenwirtschaft, Oligarchenherrschaften mit ihrem Klientelismus, aber auch hierarchisch organisierte Mafiabanden als feudale Interaktionsformen angesehen werden. Ähnlich argumentiert der Politikwissenschaftler und Anthropologe Aaron B. Wildavsky, der die Existenz feudaler Strukturen auch im Reich der Kassiten, im Mittleren Reich Ägyptens und in Japan (bis zum 18. Jahrhundert) feststellt. Shlapentokh und der Soziologe Joshua Woods postulieren, dass heutige gesellschaftliche Strukturen, die vom Idealtypus des mittelalterlichen europäischen Feudalismus abweichen, nicht als dessen Varianten, sondern als Mischformen verschiedener Gesellschaftssegmente einschließlich verschiedener Wirtschafts- und politischer Herrschaftsformen (liberal-kapitalistisch, oligarchisch, tribalistisch, klientelistisch, autoritär usw.) betrachtet werden sollten, wie sie z. B. in den USA und in Russland nebeneinander existieren können. Die Fortexistenz und Neuentstehung feudaler Interaktionsmuster und Strukturen wie die Herausbildung von Politikerdynastien, Privatarmeen oder bewachte Wohnanlagen sei von Soziologen in der Tradition Max Webers oder Anthony Giddens, die sich einem Modernisierungs- oder Rationalisierungsansatz verschrieben haben, zu lange nicht beachtet worden. Der von Shlapentokh vertretene „segmentäre“ Ansatz widerspricht allen systemisch-holistischen und integrativen Gesellschaftsmodellen wie etwa dem von Talcott Parsons, der von der Verdrängung partikularer durch universelle Werte ausgeht, oder der Systemtheorie Niklas Luhmann. Hingegen erscheint die Annahme „hybrider“ Gesellschaften bzw. Ökonomien mit dem marxistischen Gesellschaftsmodell (etwa mit den Theorien Erik Olin Wrights über die Klassenspaltung) teilweise vereinbar, sofern dieses nicht von die gesamte Gesellschaft durchdringenden einheitlichen Produktionsverhältnissen ausgeht.